# No End (album)
No End è un album in studio del pianista statunitense Keith Jarrett, pubblicato nel 2013 ma registrato nel 1986.

## Tracce

### Disco 1
1. I – 7:22
2. II – 3:37
3. III – 5:39
4. IV – 5:25
5. V – 3:39
6. VI – 5:36
7. VII – 4:06
8. VIII – 3:57
9. IX – 4:47
10. X – 2:33

### Disco 2
1. XI – 4:05
2. XII – 6:14
3. XIII – 3:48
4. XIV – 4:55
5. XV – 4:28
6. XVI – 2:46
7. XVII – 3:40
8. XVIII – 5:48
9. XIX – 7:12
10. XX – 3:04